# 国内トップフォーミュラ
国内トップフォーミュラ（こくないトップフォーミュラ）は、1973年の全日本F2000選手権に始まる日本のフォーミュラカーレースのトップカテゴリーシリーズの通称。

## 概要
1973年、全日本F2000選手権としてスタート。以降全日本F2選手権、全日本F3000選手権、フォーミュラ・ニッポン、スーパーフォーミュラとシリーズ名やレギュレーションを変更しながら、2022年にシリーズ開始50周年を迎えた。
そして2022年、社会環境との共存およびエンターテインメントの持続可能性を追求するプロジェクト『SUPER FORMULA NEXT50』（スーパーフォーミュラ ネクストゴー）を立ち上げている。

## 歴代シリーズ名
- 全日本F2000選手権 (1973-77年)、鈴鹿F2000選手権(1977年)
- 全日本F2選手権 (1978-86年)、鈴鹿F2選手権(1978-86年)
- 全日本F3000選手権 (1987-95年)
- 全日本選手権フォーミュラ・ニッポン (1996-2012年)
- 全日本選手権スーパーフォーミュラ (2013-15年)
- 全日本スーパーフォーミュラ選手権 (2016年-)

## エンジン規定の変遷
- 2000cc(1973-86年)
- 3000cc、9000rpmリミット(1987-2005年)
- 3000cc、10300rpmリミット(2006-08年)
- 3400ccV型8気筒、10300rpmリミット※オーバーテイクシステム作動時は10700rpmに(2009-13年)
- 2000cc直列4気筒直噴ターボ(2014年-) ※Nippon Race Engineも参照